# Fenestrulina majuscula
Fenestrulina majuscula is een mosdiertjessoort uit de familie van de Microporellidae. De wetenschappelijke naam van de soort is voor het eerst geldig gepubliceerd in 1980 door Hayward.